# Битка при Челюстница
Битката при Челюстница е контраудар от страната на четата на Георги Пеячевич срещу османските войски и тяхните им маджарски съюзници след поражението при Жеравица
Османският командир оставил достатъчно войници да довършат съпротивляващите се и с останалите по преки пътища тръгнал към Чипровец. В долината на село Челюстница турската колона и унгарските протестанти предвождани от Граф Имре Тьокьоли срещнали челна чета на кавалерията на Георги Пеячевич спускаща се по долината на Огоста. Сблъсъкът бил страшен. Нямало време за построяване в бойни редове, нито за повече от един изстрел с мускетите. Нямало много място и за маневриране по бойното поле. Въстаниците изтласкали обратно през планината турските части и навреме стигнали до своите братя край Жеравица, които със сетни сили бранели позициите си в пламтящото село.

## Последствия
За съжаление това е последното успешно сражение на чипровските чети срещу турските поробители.
Георги Пеячевич, Богдан Маринов и другите легендарни осем войводи знаели добре, че без външна помощ българите чиято земя стигала до портите на Цариград, не могат да победят поробителите си. Изоставени от австрийците те имали единствен разумен възможен ход, да задържат турското настъпление към Чипровско колкото може по-дълго и през това време семействата им да напуснат селищата по планинските пътища и да потърсят спасение някъде далече. Изборът за последна преграда пред настъпващия враг паднал на  долината Клисура наричана още Метериза (процеп за стрелба) до павликянското грънчарско село Клисура.
Благодарение на указаната съпротива от страна на четниците над 4200 души са спасени от сигурна смърт или поробване.
Далече по-тежка съдба имали около 1000 момчета от 10 до 16 години, момичета и млади жени отвлечени в робство. Повечето от тях били откупени от роднините си и от пловдивски католици, през чиито села минавали робските кервани, и все пак стотици никога повече не видели семействата си и родната земя.
До 1200 чипровчани загубили живота си в битките и в превзетите от турците селища, които не успели да напуснат навреме. Повечето са били невръстни деца, възрастни жени и стари хора, които нямали стойност на пазара за роби.